# Jim McMillian
James M. „Jim” McMillian (ur. 11 marca 1948 w Raeford, zm. 16 maja 2016 w Winston-Salem) – amerykański koszykarz występujący na pozycji niskiego skrzydłowego, mistrz NBA z 1972 roku.
Został pierwszym zawodnikiem w historii, który zdobył trzykrotnie z rzędu nagrodę Haggerty Award, przyznawaną najlepszemu zawodnikowi  NCAA Division I, reprezentującemu drużynę akademicką z Nowego Jorku. 

## Osiągnięcia
Na podstawie, o ile nie zaznaczono inaczej.
NCAA
- Uczestnik rozgrywek Sweet Sixteen turnieju NCAA (1968)
- Mistrz sezonu zasadniczego konferencji Ivy League (1968)
- Najlepszy drugoroczny zawodnik ECAC (1968)
- MVP turnieju Holiday Festival (1968)
- 3-krotny laureat Haggerty Award (1968–1970)[5]
- Wybrany do:
  - I składu:
    - All-American (1969 przez United States Basketball Writers Association)
    - All-Ivy League (1968–1970)

  - II składu All-American (1969, 1970 przez National Association of Basketball Coaches)
  - III składu All-American (1969 przez United Press International, 1970 przez Associated Press)
  - Galerii Sław uczelni Columbia (2006)

NBA
- Mistrz NBA (1972)[2]
- Wicemistrz NBA (1973)[2]

Inne
- Mistrz Włoch (1980)
- Wicemistrz:
  - Pucharu Europy Mistrzów Krajowych (1981)
  - Włoch (1981)
- 4. miejsce w Pucharze Europy Mistrzów Krajowych (1980)